# Splądrowanie Jerozolimy
Splądrowanie Jerozolimy – incydent opisany w 1 Księdze Królewskiej, a także, z niewielkimi zmianami, w 2 Księdze Kronik Starego Testamentu.
Miało to miejsce w piątym roku panowania Roboama, który objął rządy po śmierci swego ojca Salomona, ale wkrótce utracił więcej niż połowę królestwa, pozostając władcą Judy. Wydarzenie to jest różnie datowane, ale najczęściej przyjmuje się rok 925 p.n.e., czyli przedostatni rok panowania faraona Szeszonka I, który zmarł około 924 p.n.e..

## Przebieg kampanii
Władca Egiptu, który w Biblii występuje pod imieniem Sziszak (hebr. ‏שישק‎), w podziale Izraela, jego osłabieniu politycznym oraz militarnym, upatrywał szansę na odzyskanie wpływów w Syropalestynie. W piątym roku panowania Roboama zorganizował wyprawę wojenną. Ogromna armia składająca się z oddziałów egipskich oraz wojsk najemnych (libijskich, kuszyckich i etiopskich) wtargnęła do królestwa Judy, po drodze pustosząc kraj Filistynów. W szybkim marszu wojska egipskie, zdobywając po drodze lokalne twierdze, podeszły pod Jerozolimę. Armię egipską stanowiło 1200 rydwanów i 60 000 wojowników.
Według Biblii zawarto układ, w wyniku którego Roboam wydał skarby świątyni i pałacu, tym samym ratując miasto przed zagładą. Niewykluczone jednak, że miasto ucierpiało w wyniku walki. Wojska Szeszonka dotarły aż do Megiddo, gdzie faraon rozkazał wznieść stelę upamiętniającą ten fakt.
Kampania owa, jak podają źródła egipskie i fenickie, była częścią zakrojonej na szerszą skalę operacji militarnej mającej na celu podporządkowanie Egiptowi całego regionu oraz zawarcie przymierza z miastami fenickimi: Arwadem, Byblosem i Sydonem. Błyskawiczna operacja zakończona zwycięstwem i zawarciem strategicznych przymierzy znacznie podniosła znaczenie Egiptu. Zamieszki w Egipcie, które wybuchły podczas nieobecności króla w kraju, zmusiły go do zakończenia działań wojennych i szybkiego odwrotu, co zapewne zapobiegło całkowitemu podbojowi i długotrwałemu podporządkowaniu Izraela i Judy Egiptowi.

## Relief w Karnaku
Istnieją pewne wątpliwości co do tożsamości biblijnego Sziszaka i Szeszonka I. Argumenty wątpiących opierają się na braku nazwy Jerozolimy na Reliefie Zwycięstwa króla Szeszonka umieszczonym na południowej ścianie świątyni w Karnaku. Obok wielu zdobytych (na ocalałej części reliefu jest ponad sto nazw geograficznych), znanych również z Biblii miast, nie ma Jerozolimy. Sam fakt zdobycia miasta przez Szeszonka I nie budzi jednak wątpliwości. Potwierdzają to również odkrycia archeologiczne. W Byblos odnaleziono fragment posągu Szeszonka, a w Megiddo stelę z opisem jego zdobyczy.